# Панфилович, Михаил Игнатьевич
Михаил Игнатьевич Панфилович (29 октября 1901 года, г. Чаусы, Могилёвская губерния — 10 декабря 1977 года, Москва) — советский военный деятель, генерал-майор (16 октября 1943 года).

## Начальная биография
Михаил Игнатьевич Панфилович родился 29 октября 1901 года в городе Чаусы ныне Могилёвской области Белоруссии.

## Военная служба

### Гражданская войны
В июне 1920 года призван Чаусским уездным военкоматом и направлен красноармейцем в 14-й запасной стрелковый полк, дислоцированный в Дорогобуже, где в августе того же года окончил полковую школу, после чего направлен младшим командиром в 16-й стрелковый полк (46-я стрелковая бригада, Польский фронт), дислоцированный в районе Белостока, однако заболел тифом и затем лечился в Петроградском военном госпитале. По выздоровлении Панфилович в декабре направлен в команду выздоравливающих в составе 38-го Вологодского полка.

### Межвоенное время
В январе 1921 года направлен на учёбу в 17-ю Тульскую пехотную школу, после окончания которой назначен на должность командира взвода в составе 9-го полка связи (Московский военный округ), дислоцированного в Брянске.
После неудачного поступления в школу воздушного флота в июне 1924 года Панфилович был назначен на должность командира взвода в составе 87-го стрелкового полка (29-я стрелковая дивизия), дислоцированного в Дорогобуже. После прохождения девятидневных курсов по военному химическому делу в октябре того же года назначен на должность командира взвода в батарее полковой артиллерии. С ноября 1926 года в составе того же 87-го стрелкового полка служил командиром стрелкового взвода и взвода полковой школы.
В октябре 1928 года переведён в 80-й стрелковый полк, дислоцированный в Витебске, где последовательно назначался на должности командира роты, помощника командира батальона, начальника полковой школы.
В апреле 1932 года поступил в Военную академию имени М. В. Фрунзе, которую окончил 30 апреля 1936 года по 1-му разряду и назначен на должность начальника штаба 151-го стрелкового полка (51-я Перекопская стрелковая дивизия, Киевский военный округ), дислоцированного в Одессе.
В ноябре 1937 года М. И. Панфилович поступил в Академию Генерального штаба РККА, по окончании которой в августе 1939 года назначен начальником штаба 36-й мотострелковой дивизии в составе 57-го особого корпуса, дислоцированного на территории МНР, после чего принимал участие в боевых действиях на реке Халхин-Гол. Осенью 1939 года переведён на должность заместителя начальника штаба оперативного отдела 1-й армейской группы, которая в июне 1940 года была преобразована в 17-ю армию, где майор М. И. Панфилович сохранил занимаемую должность.
В ноябре 1940 года назначен начальником 1-го отделения оперативного отдела и заместителем начальника оперативного отдела штаба Забайкальского военного округа.

### Великая Отечественная война
В июле 1941 года назначен на должность начальника штаба 114-й стрелковой дивизии (Забайкальский военный округ), которая в сентябре-октябре передислоцировалась через Киров и Вологду в Карелию, где была включена в состав 7-й армии, после чего вместе с 272-й стрелковой дивизией вела наступательные боевые действия в районе Вознесенье с целью занять оборону по реке Свирь. 7 ноября 1941 года полковник М. И. Панфилович назначен командиром 114-й стрелковой дивизии, которая продолжила вести боевые действия в районах Рябова Гора, Шоганы, Боярская Гора, Шакшозерка, Шакшозеро, Малые Чеги, Свирь-3.
С 19 мая 1944 года назначен на должность начальника штаба 7-й армии, которая вскоре принимала участие в боевых действиях в ходе Свирско-Петрозаводской наступательной операции и в сентябре вышла на советско-финляндскую границу юзо-западнее Сортавалы. 8 октября 7-я армия была выведена в резерв Карельского фронта и 18 декабря приказом Ставки Верховного Главнокомандования была расформирована, а полевое управление 7-й армии было направлено на формирование полевого управления 9-й гвардейской армии, где генерал-майор Панфилович сохранил должность начальника штаба.
С начала февраля 1945 года находился в распоряжении Главного управления кадров НКО и 30 апреля назначен на должность начальника штаба Уральского военного округа.

### Послевоенная карьера
После окончания войны находился на прежней должности.
В декабре 1945 года назначен на должность начальника Офицерской школы штабной службы Красной Армии, а в январе 1947 года переведён в Управление вузов Министерства обороны СССР, где назначен на должность начальника 1-го, в июне — 3-го отдела, в декабре 1951 года — на должность заместителя начальника этого же управления по учебно-методическим вопросам, а в мае 1953 года — на должность начальника учебно-методического и инспекторского отдела по высшим военно-учебным заведениям Министерства обороны СССР.
Генерал-майор Михаил Игнатьевич Панфилович 3 июня 1954 года вышел в запас. Умер 10 декабря 1977 года в Москве.

## Награды
- Орден Ленина (6.11.1945)[3]
- Орден Красного Знамени (17.11.1939)[3]
- Орден Красного Знамени (3.11.1944)[3]
- Орден Красного Знамени (15.11.1950)[3]
- Орден Красного Знамени (20.08.1959)[4]
- Орден Кутузова 2 степени (21.7.1944)[3]

Иностранные награды:
- Орден Боевого Красного Знамени (МНР; 1939)